# DFB-Pokal 1957
La DFB Cup 1957 fu la 14ª edizione della coppa. Iniziò il 1º aprile 1957 concludendosi il 29 dicembre 1957. In finale il FC Bayern München sconfisse 1-0 il Fortuna Düsseldorf, vincendo il suo primo titolo.

## Qualificazioni
| Squadra 1  | Risultato | Squadra 2     |
| ---------- | --------- | ------------- |
| 04.08.1957 |           |               |
| Spandauer  | 1 - 4     | Bayern Monaco |

## Semifinali
| Squadra 1          | Risultato   | Squadra 2   |
| ------------------ | ----------- | ----------- |
| 17.11.1957         |             |             |
| Bayern Monaco      | 3 - 1 (dts) | Saarbrücken |
| 24.11.1957         |             |             |
| Fortuna Düsseldorf | 1 - 0       | Amburgo     |

## Finale
| Squadra 1          | Risultato | Squadra 2     |
| ------------------ | --------- | ------------- |
| 29.12.1957         |           |               |
| Fortuna Düsseldorf | 0 - 1     | Bayern Monaco |

| Arbitro: | Dusch (Kaiserslautern) |

|           |           |  |
| Jobst 78’ | Marcatori |  |

| FC BAYERN MÜNCHEN: |   |                  |
|                    |   |                  |
| P                  | 1 | Árpád Fazekas    |
| D                  |   | Knauer           |
| D                  |   | Hans Bauer (c)   |
| C                  |   | Mayer            |
| C                  |   | Wiggerl Landerer |
| C                  |   | Manthey          |
| A                  |   | Velhorn          |
| A                  |   | Kurt Sommerlatt  |
| A                  |   | Gerhard Siedl    |
| A                  |   | Rudi Jobst       |
| A                  |   | Huber            |
| Allenatore:        |   |                  |
| Willibald Hahn     |   |                  |

| FORTUNA DÜSSELDORF: |   |                       |
|                     |   |                       |
| P                   | 1 | Albert Görtz          |
| D                   |   | Matthias Mauritz      |
| D                   |   | Erich Juskowiak       |
| C                   |   | Herbert Bayer         |
| C                   |   | Günter Jäger          |
| C                   |   | Martin Gramminger     |
| A                   |   | Bernhard Steffen      |
| A                   |   | Franz-Josef Wolfframm |
| A                   |   | Karl Gramminger       |
| A                   |   | Heinz Janssen         |
| A                   |   | Hans Neuschäfer       |
| Allenatore:         |   |                       |
| Hermann Lindemann   |   |                       |

Bayern Monaco
(1º successo)